# Lucius Valerius Flaccus (consul in 86 v.Chr.)
Lucius Valerius Flaccus (? - 85 v.Chr.) was een Romeins politicus uit de 2e en 1e eeuw v.Chr.
Flaccus was aedile in 99 of 98 v.Chr. Hij werd door Gaius Appuleius Decianus aangeklaagd zonder veroordeeld te worden. Een paar jaar later (mogelijk 95 of 93 v.Chr.) werd hij praetor en aansluitend gouverneur van de provincie Asia. In 86 v.Chr. werd hij consul suffectus, nadat zijn voorganger Gaius Marius aan het begin van zijn zevende consulaat was gestorven. Hij nam daarbij het commando van de strijd tegen Mithridates VI van Pontus over. Flaccus voerde een wet door waarmee alle schulden met driekwart werden verminderd en brak vervolgens de strijd tegen Mithridates af en trok zich terug naar Asia. Hij was niet populair bij de soldaten die hem ervan beschuldigden vrekkig te zijn.. Flaccus werd tijdens een muiterij vermoord en opgevolgd door de militair beter gekwalificeerde Gaius Flavius Fimbria.
Zijn zoon Lucius Valerius Flaccus had eveneens een succesvolle politieke carrière en was praetor in 63 v.Chr.